# Knåda
Knåda is een plaats in de gemeente Ovanåker in het landschap Hälsingland en de provincie Gävleborgs län in Zweden. De plaats is opgedeeld in twee småorter: Knåda (noordelijk deel) (Zweeds: Knåda (norra delen)) en Knåda (Zuidelijk deel) (Zweeds: Knåda (södra delen)). Knåda (noordelijk deel) heeft 105 inwoners (2005) en een oppervlakte van 27 hectare. Knåda (zuidelijk deel) heeft 66 inwoners (2005) en een oppervlakte van 20 hectare.